# Tambolaka duhan
Tambolaka je vrsta duhana za lule i cigare. Nosi ime gradića Tambolaka. Vrlo je snažan. Proizvodi se u Indoneziji. Kremasta je okusa. Arome je po crnoj kavi, a pozadinski podsjeća na tamnu čokoladu, dimljeni viski i odrezak na žaru koji je nagorio. Sličan je cigari iz Nikaragve. Brzo izgara. Nema naknadnih okusa nakon pušenja. To mu daje finoću zbog čega ga iskusni pušači lule uživaju nakon obroka.
Tambolaka je zbog obilja nikotina nazvan nikotinska bomba. Smatraju ga najsnažnijim duhanom na svijetu.
Stabljike duhana uzgajaju se na tlima bogatim vapnencem. Nakon žetve i sušenja na zraku, osušeni listovi duhana režu se na deset stopa duge štapiće koje se potom vezuje ručno rađenim konopom radi zaštite od vanjskog zraka. Svežnji duhanskih štapića ostavljaju se na sazrijevanje u kolibe na pet godina i više godina. Poslije sazrijevanja duhan je spreman za konzumiranje. Reže ga se na listiće od tri do deset inča dužine. Prodaje ga se kao duhan za lule. Koristi ga se i u izradi indonezijskih cigara. U smjesu za tambolaku dodaje se burley. Cigara se prodaje pod markom Tambo. 